# Valle de Santiago
Valle de Santiago (Purépecha: Kamembarhu) is een stad in de Mexicaanse deelstaat Guanajuato. De plaats heeft 62.121 inwoners (census 2005) en is de hoofdplaats van de gemeente Valle de Santiago.